# Assan Bazayev
Assan Bazayev (Almatý, Kazajistán, 22 de febrero de 1980) es un ciclista kazajo, que fue profesional entre 2004 y 2013.

## Biografía

### Debut profesional
Debutó como profesional en 2004 con el equipo Team Copec. Su buena actuación en el Tour del Porvenir de 2005 le ayudó a dar un salto en su carrera.

### Astana

#### Junto a Vinokurov
Para 2006 fichó por el Liberty Seguros-Würth dirigido por Manolo Saiz, que contaba con su compatriota Aleksander Vinokurov como jefe de filas. A mitad de temporada, como consecuencia de la marcha del patrocinador Liberty Seguros por el escándalo de dopaje de la Operación Puerto en la que estaban implicados gran parte de los miembros del equipo (incluyendo a Saiz y la mitad de la plantilla, aunque no los kazajos), el equipo fue rebautizado como Astana (nombre de la capital de Kazajistán y del mayor hólding empresarial del país) por mediación de Vinokurov. Bazayev ganó en ese convulso año una etapa de la Vuelta a Alemania, logrando así incorporar por primera vez a su palmarés una victoria en una carrera del selecto circuito UCI ProTour. Poco después acudió como gregario de Vinokurov a la Vuelta a España, trabajando para que su equipo pudiera obtener un gran resultado, con sus jefes de filas Vinokurov (1.º, maillot oro) y Kashechkin (3.º) en el podio final de Madrid; en el apartado individual, Bazayev fue 98.º en su debut en una de las tres grandes vueltas por etapas.
En 2007 participó en el Giro de Italia. Posteriormente no fue seleccionado por su equipo para acudir al estreno del equipo al Tour de Francia, y los escándalos de dopaje por transfusión homóloga de los dos jefes de fila kazajos Vinokurov (en medio del Tour, forzando el abandono de todo el equipo) y Kasheckin (poco después del Tour) propiciaron que el Astana no fuera admitido a participar en la Vuelta a España, en la que Bazayev esperaba volver a participar.

#### Superviviente kazajo
Para 2008, tras los escándalos de dopaje protagonizados por sus jefes de filas kazajos el año anterior, el equipo fue reordenado con la llegada de Johan Bruyneel como nuevo director, trayendo consigo al Astana buena parte de la estructura del recientemente desaparecido Discovery Channel, incluyendo a Alberto Contador (ganador del último Tour de Francia) como nuevo jefe de filas. Pese a estos cambios, el kazajo mantuvo su puesto en la escuadra, que seguía financiada por el gobierno y los empresarios de su país, Kazajistán. Bazayev disputó por segundo año consecutivo el Giro de Italia (fue 97.º en la general), que ganó su jefe de filas Contador. Poco después Bazayev se proclamó Campeón de Kazajistán de ciclismo en ruta, tomando el relevo de compatriotas como Vinokurov y Kashechkin.
En junio de 2009, fue suspendido por el equipo Astana durante dos semanas por incumplir de manera reiterada el programa interno ADAMS, que establece que todo ciclista del equipo debe estar localizable para posibles controles antidopaje. Como consecuencia de esta suspensión Bazayev no disputó la Vuelta a Suiza (prueba preparatoria del Tour de Francia en la que estaba prevista su participación).
Se retirará al finalizar la temporada 2013 con 32 años y tras diez años como profesional. El 19 de junio se anunció que pasará a formar parte de la Federación de Ciclismo de Kazajistán, como Director Técnico, junto con su antiguo compañero Dmitriy Muravyev que será Director Ejecutivo. En 2018 se convirtió en director deportivo del conjunto Astana Pro Team.

## Palmarés
2003
- 1 etapa del Cinturón a Mallorca
- 1 etapa del Tour de Bulgaria

2004
- Tour de Grecia
- Campeonato Asiático Contrarreloj

2006
- 1 etapa de la Vuelta a Alemania

2008
- Campeonato de Kazajistán en Ruta

2010
- 2.º en el Campeonato de Kazajistán en Ruta

2012
- Campeonato de Kazajistán en Ruta

## Resultados en Grandes Vueltas y Campeonatos del Mundo
| Carrera         | Carrera         | 2004 | 2005 | 2006 | 2007 | 2008  | 2009  | 2010  | 2011 | 2012 | 2013  |
| --------------- | --------------- | ---- | ---- | ---- | ---- | ----- | ----- | ----- | ---- | ---- | ----- |
|                 | Giro de Italia  | —    | —    | —    | 98.º | 97.º  | —     | —     | —    | —    | —     |
|                 | Tour de Francia | —    | —    | —    | —    | —     | —     | —     | —    | —    | 168.º |
|                 | Vuelta a España | —    | —    | 98.º | —    | 130.º | 130.º | 83.º  | —    | Ab.  | —     |
| Mundial en Ruta | Mundial en Ruta | —    | Ab.  | —    | Ab.  | 14.º  | 58.º  | '8.º' | —    | 18.º | —     |

—: no participa
Ab.: abandono

## Equipos
- Capec (2004-2005)
  - Capec (2004)
  - Cycling Team Capec (2005)
- Astana-Würth Team (2006)[6] (hasta mayo)
  - Würth Team (2006) (hasta junio)
  - Astana-Würth Team (2006) (hasta el 4 de julio)
  - Astana (2006)
- Astana (2007-2013)
  - Astana (2007-2010)
  - Pro Team Astana (2011)
  - Astana Pro Team (2012-2013)